# Leonardo Bonucci
Leonardo Bonucci (ur. 1 maja 1987 w Viterbo) – włoski piłkarz występujący na pozycji obrońcy w tureckim klubie Fenerbahçe SK oraz w reprezentacji Włoch.

## Kariera klubowa
Jest wychowankiem Interu Mediolan, następnie był wypożyczany do ACD Treviso, Pisy oraz Genoi. W Serie A zadebiutował 14 maja 2006 w meczu Interu z Cagliari Calcio (2:2).
Po Mistrzostwach Świata w RPA działacze Bari wykupili z Genoi drugą połowę praw do karty zawodnika rozwiązując tym samym współwłasność piłkarza pomiędzy oboma klubami.
1 lipca 2010, za 15,5 mln euro przeniósł się do Juventusu. Zawodnik podpisał pięcioletni kontrakt z klubem. Ligowy debiut w jego barwach zanotował 29 sierpnia w przegranym 0:1 wyjazdowym meczu z Bari.
14 lipca 2017 uzgodnił warunki transferu do AC Milan i podpisał pięcioletni kontrakt z tym klubem.
W sierpniu 2018 wrócił do Juventusu.

## Kariera reprezentacyjna
W reprezentacji Włoch zadebiutował 3 marca 2010 w zremisowanym 0:0 towarzyskim meczu z Kamerunem. 1 czerwca 2010 Marcello Lippi powołał go do kadry na Mistrzostwa Świata w RPA. Dwa dni później Bonucci strzelił honorowego gola dla Włochów w przegranym 1:2 spotkaniu przeciwko Meksykowi. Na mundialu Bonucci nie zagrał w żadnym ze spotkań. 3 września 2010 zdobył zwycięską bramkę w wygranym 2:1 pierwszym meczu eliminacji do Mistrzostw Europy 2012 z Estonią. Wraz z reprezentacją Włoch na ME w 2012 zajął drugie miejsce. Z kolei w 2021 grając na Mistrzostwach Europy w Piłce Nożnej 2020 zdobył wraz z reprezentacją Włoch złoty medal. W finale turnieju strzelił gola na 1:1.

## Sukcesy
Inter Mediolan Primavera:
- Młodzieżowe mistrzostwo Włoch: 2006/2007
- Młodzieżowy Puchar Włoch: 2005/2006

Inter Mediolan:
- Mistrzostwo Serie A: 2005/2006

Juventus F.C.: 
- Mistrzostwo Serie A: 2011/2012, 2012/2013, 2013/2014, 2014/2015, 2015/2016, 2016/2017
- Puchar Włoch: 2014/2015, 2015/2016, 2016/2017
- Superpuchar Włoch: 2012, 2013, 2015, 2018

Włochy:
- Mistrzostwa Europy 2012: 2. miejsce
- Puchar Konfederacji 2013: 3. miejsce
- Mistrzostwa Europy 2020: 1. miejsce

### Wyróżnienia
- Obrońca roku w plebiscycie Globe Soccer Awards: 2021[4]
- Drużyna Roku na świecie według IFFHS: 2021[5][6]
- Drużyna Roku UEFA według IFFHS: 2021[7]
- Drużyna dekady UEFA według IFFHS: 2011–2020
- Jedenastka Roku FIFA FIFPro: 2021[8]